# Musfåglar
Musfåglar (Coliiformes) är en liten ordning fåglar som finns i Afrika och som endast omfattar en idag existerande familj; Coliidae. 

## Utseende och levnadssätt
Arterna inom ordningen är smala, grå eller bruna med mjuka, hårliknande fjädrar och mycket långa smala stjärtar. Deras namn "musfåglar" härleds ur det faktum att de är skogslevande och hoppar runt i lövverken likt gnagare i jakt på bär, frukt och knoppar. Alla arter har kraftiga klor som är motstående så att de mycket akrobatiskt kan hänga uppochner i grenar för att komma åt sin föda. De har alla en tofs på huvudet och kraftiga näbbar.
Musfåglar är flockdjur, vilket också förstärker intrycket av att de är möss och man ser dem ofta i grupper om tjugo i områden med träddungar.
De bygger sina bon av grenar i träd och de fodrar boet med gräs. De lägger ofta två till fyra ägg.

## Utbredning
Ordningen har enbart sin utbredning söder om Sahara och är därmed den enda ordning bland fåglarna som bara finns på den afrikanska kontinenten. Dock hade ordningen en större utbredning i förhistorisk tid och bevisligen härstammar ordningen från Europa.

## Systematik och evolution
Det finns ett stort antal fossil av musfåglar, men trots detta har man inte kunnat beskriva en hållbar fylogeni för ordningen. Det finns dokumenterade fossil av ordningen från tidig Eocen och framåt. Mot slutet av eocen eller tidigare fanns det två familjer inom ordningen, den idag existerande Coliidae och den mer långnäbbade förhistoriska Sandcoleidae Det finns flera exempel på släkten där taxonomin är osäker som exempelvis Selmes som har begåvats med en besynnerlig fot med mycket korta och grova tår som morfologskt inte återfinns någon annanstans bland fåglar. 

### Ordningens taxonomi
- Coliiformes
  - Okategoriserade former
    -       - Släkte Chascacocolius (fossil; från sen paleocen-, eller tidig eocen.)
      - Släkte Eocolius (fossil; från tidig eocen i Walton-on-the-Naze, England)
        - Eocolius walkeri (fossil; från eocen i England[2])

      - Släkte Selmes (fossil; från mellersta eocen? till sen oligocen i Centraleuropa) Kanske synonym med Primocolius.
      - "Necrornis" palustris (fossil; från miocen i Frankrike)
      - "Picus" archiaci (fossil; från miocen i Frankrike; tillhör kanske släktet Limnatornis.)
      - "Picus" consobrinus (fossil; från miocen i Frankrike)
      - Släkte Eobucco (fossil)
      - Släkte Uintornis (fossil)
      - Släkte Limnatornis (fossil)

  - Familj Coliidae
    -       - Släkte Primocolius (fossil; från sen eocen eller oligocen i Quercy, Frankrike.)
      - Släkte Oligocolius (fossil; från tidig oligocen i Frauenweiler, Tyskland.)
      - Släkte Masillacolius (fossil; från mellersta eocen i Messel, Tyskland)

    - Underfamilj Coliinae
      - Släkte Colius
        - Vitkindad musfågel (Colius striatus)
        - Vithuvad musfågel (Colius leucocephalus)
        - Rödryggig musfågel (Colius castanotus)
        - Vitryggig musfågel (Colius colius)
        - Colius hendeyi (fossil; från tidiga pliocen i Langerbaanweg, Sydafrika)

    - Underfamilj Urocoliinae
      - Släkte Urocolius
        - Blånackad musfågel (Urocolius macrourus)
        - Rödtyglad musfågel (Urocolius indicus)

  - Familj Sandcoleidae
    -       - Släkte Sandcoleus (fossil)
      - Släkte Anneavis (fossil)
      - Släkte Eoglaucidium (fossil)

### Fotnoter
1. ↑  Detta är inte en felstavning utan en latinisering av Sand Coulee River, där man funnit fossil av Sandcoleus.
2. ↑  Nikita V. Zelenkov och Gareth J. Dyke (2008). ”The Fossil Record and Evolution of Mousebirds (Aves: Coliiformes)” (på engelska). Palaeontology (Wiley Online Library) 51. http://onlinelibrary.wiley.com/doi/10.1111/j.1475-4983.2008.00814.x/epdf. Läst 23 oktober 2017.